# Katie Rose Clarke
Katie Rose Clarke, pseudonimo di Katherine Rose Clarke (Friendswood, 25 agosto 1984), è un'attrice e cantante statunitense.
È nota soprattutto come attrice teatrale e ha recitato in numerose opere di prosa e musical, tra cui The Light in the Piazza (Broadway, 2007), Prayer for My Enemy (Off Broadway, 2007), Wicked (tour statunitense, 2007-2012; Broadway, 2013), Allegiance (Broadway, 2015) e Miss Saigon (Broadway, 2017).

## Filmografia parziale

### Televisione
- The Good Wife - serie TV, 1 episodio (2014)